# 趙廷銘
趙廷銘，字伯庸。貴州遵義人。清朝道光二十七年（1847年）丁未科进士，殿試位列三甲四十名。官江蘇句容知縣，署徐州知府。